# Procedura współdecydowania
Procedura współdecydowania – (uregulowana dawnym art. 251 TWE) w okresie przed Traktatem z Lizbony była jedną z najczęściej stosowanych procedur stanowienia prawa we Wspólnocie Europejskiej, która jako jedyna z pozostałych (procedura zgody, współdecydowania, współpracy, konsultacji) nadawała Parlamentowi Europejskiemu kompetencje prawodawcze równe Radzie Unii Europejskiej. Procedura ta była wykorzystywana zwykle we wszystkich obszarach ustawodawstwa z wyjątkiem rolnictwa, rybołówstwa, podatków, polityki handlowej, pomocy państwa, polityki gospodarczej, konkurencji i Unii Gospodarczej i Walutowej.
W obecnej Unii Europejskiej zastąpiona zwykłą procedurą ustawodawczą.
Składała się z trzech etapów: pierwszego czytania, drugiego czytania, trzeciego czytania połączonego z postępowaniem pojednawczym. Mogła zakończyć się po każdym z tych trzech etapów, jeśli Rada i Parlament osiągały porozumienie.
Jeśli po pierwszym czytaniu Rada zaakceptowała wszystkie poprawki Parlamentu lub Parlament nie zgłosił żadnych poprawek, Rada mogła przyjąć dany akt prawny. Wtedy procedura kończyła się po pierwszym czytaniu. Jeśli wystąpiły rozbieżności Rada ogłaszała tzw. wspólne stanowisko, które trafiało do drugiego czytania w Parlamencie.
Od chwili ogłoszenia przez Radę wspólnego stanowiska, Parlament miał trzy (w wyjątkowych wypadkach cztery) miesiące na jego przyjęcie, odrzucenie lub poprawienie. W przypadku przekroczenia terminu, dany akt legislacyjny uznawało się za przyjęty. Do odrzucenia wspólnego stanowiska lub wprowadzenia do niego poprawek potrzebna była bezwzględna większość głosów. Art. 62 Regulaminu PE ograniczał poprawki do takich, których celem było:
- przywrócenie w całości lub w części stanowiska Parlamentu z pierwszego czytania lub
- osiągnięcie kompromisu pomiędzy Radą a Parlamentem lub
- zmianę tych elementów wspólnego stanowiska, które nie zostały zamieszczone w pierwotnym projekcie lub
- uwzględnienie nowego faktu lub sytuacji prawnej.

Nowe prawo przyjmowano, jeśli Rada zaakceptowała poprawki Parlamentu. Jeśli poprawki Parlamentu odrzucano, zwoływano wówczas tzw. komitet pojednawczy (koncyliacyjny).
W skład komitetu pojednawczego wchodziło 27 delegatów Rady oraz 27 delegatów Parlamentu. Jego celem było wypracowanie kompromisowej wersji tekstu legislacyjnego. Jeśli kompromisu nie osiągano lub zostawał on odrzucony przez Parlament w trzecim czytaniu, akt legislacyjny nie był przyjmowany.